# První vláda Jana Syrového
První vláda Jana Syrového (označovaná též vláda obrany republiky) existovala od 22. září do 4. října 1938. Jednalo se o první vládu Jana Syrového, poslední (18.) vládu období první republiky a zároveň o vládu úřednickou.

## Pád Hodžovy vlády a jmenování Syrového vlády
21. září 1938, v době vrcholící Mnichovské krize, Hodžova vláda po nátlaku Francie a Spojeného království přijala německý požadavek na postoupení pohraničních území s převahou německého obyvatelstva Německu. To v Československu vyvolalo rozsáhlé demonstrace, a 22. září vláda odstoupila. Syrového vláda byla jejím nástupcem.

## Činnost vlády
Tato vláda vyhlásila 23. září 1938 mobilizaci. Tím se vytvořila zprvu nadějná nová mezinárodní situace v době, kdy Adolf Hitler přerušil jednání s vládou Spojeného království.[zdroj?] Navíc se ve Spojeném království a Francii ustavila opozice proti politice appeasementu. Ovšem tato opozice nebyla dostatečně silná a bylo navázáno nové jednání, které bylo završeno Mnichovskou dohodou, kterou tato vláda nakonec přijala.
Tato vláda dále pokračovala za období československé druhé republiky, též pod vedením Jana Syrového až do 1. prosince 1938, kdy byla vystřídána vládou Rudolfa Berana.

## Složení vlády
| Portfej                                           | Ministr            | Strana | Strana    | Nástup do úřadu | Odchod z úřadu |
| ------------------------------------------------- | ------------------ | ------ | --------- | --------------- | -------------- |
| Ministerský předseda                              | Jan Syrový         |        | nezávislý | 22. září 1938   | 4. října 1938  |
| Ministr národní obrany                            | Jan Syrový         |        | nezávislý | 22. září 1938   | 4. října 1938  |
| Ministr zahraničí                                 | Kamil Krofta       |        | nezávislý | 22. září 1938   | 4. října 1938  |
| Ministr vnitra                                    | Jan Černý          |        | nezávislý | 22. září 1938   | 4. října 1938  |
| Ministr financí                                   | Josef Kalfus       |        | nezávislý | 22. září 1938   | 4. října 1938  |
| Ministr školství a národní osvěty                 | Engelbert Šubert   |        | nezávislý | 22. září 1938   | 4. října 1938  |
| Ministr spravedlnosti                             | Vladimír Fajnor    |        | nezávislý | 22. září 1938   | 4. října 1938  |
| Ministr průmyslu, obchodu a živností              | Jan Janáček        |        | nezávislý | 22. září 1938   | 4. října 1938  |
| Ministr železnic                                  | Jindřich Kamenický |        | nezávislý | 22. září 1938   | 4. října 1938  |
| Ministr veřejných prací                           | František Nosál    |        | nezávislý | 22. září 1938   | 4. října 1938  |
| Ministr zemědělství                               | Eduard Reich       |        | RSZML     | 22. září 1938   | 4. října 1938  |
| Ministr sociální péče                             | Bedřich Horák      |        | nezávislý | 22. září 1938   | 4. října 1938  |
| Ministr veřejného zdravotnictví a tělesné výchovy | Stanislav Mentl    |        | nezávislý | 22. září 1938   | 4. října 1938  |
| Ministr pošt a telegrafů                          | Karel Dunovský     |        | nezávislý | 22. září 1938   | 4. října 1938  |
| Ministr unifikací                                 | Josef Fritz        |        | nezávislý | 22. září 1938   | 4. října 1938  |
| Ministr bez portfeje                              | Hugo Vavrečka      |        | ČSNS      | 22. září 1938   | 4. října 1938  |
| Ministr bez portfeje                              | Stanislav Bukovský |        | nezávislý | 22. září 1938   | 4. října 1938  |
| Ministr bez portfeje                              | Petr Zenkl         |        | ČSNS      | 22. září 1938   | 4. října 1938  |
| Ministr bez portfeje                              | Imrich Karvaš      |        | nezávislý | 24. září 1938   | 4. října 1938  |
| Ministr bez portfeje                              | Matúš Černák       |        | HSĽS      | 24. září 1938   | 4. října 1938  |